# جيف أليسون
جيف أليسون (بالإنجليزية: Jeff Allison)‏ هو لاعب كرة قاعدة أمريكي، ولد في 7 نوفمبر 1984.

## وصلات خارجية
- جيف أليسون على موقعبيزبول رفرنس.كوم (الدوري الثانوي) (الإنجليزية)